# Cratere Zhang Yuzhe
Zhang Yuzhe è un cratere lunare di 38 km situato nella parte sud-orientale della faccia nascosta della Luna.